# Leandro Onetto
Leandro Onetto Baccino (Fray Bentos, 12 dicembre 1996) è un calciatore uruguaiano, centrocampista svincolato.

## Caratteristiche tecniche
È un esterno destro.

## Carriera
Cresciuto nel settore giovanile del Progreso ha debuttato in prima squadra il 22 aprile 2017 disputando l'incontro di Segunda División Profesional vinto 2-0 contro il Cerro Largo.